# 一起来捉妖
《一起来捉妖》是中國大陸騰訊公司的一款基于位置服务的增强现实类手机游戏。游戏于2019年4月11日開放公眾測試。